# Горюше
Горюше (словен. Gorjuše) — поселення в общині Бохінь, Горенський регіон, Словенія. Висота над рівнем моря: 942,3 м.